# Александровская, Ольга Андреевна
О́льга Андре́евна Алекса́ндровская (род. 27 июля 1933) — российский географ и историк науки, доктор географических наук, специалист по истории географии России XVIII века.

## Биография

### Образование
В 1956 году окончила Географический факультет МГУ, где училась на Кафедре гидрологии суши.
В 1968 году окончила аспирантуру Института истории естествознания и техники имени С. И. Вавилова АН СССР.
- В 1968 году защитила кандидатскую диссертацию по теме: «Французская географическая школа конца XIX — начала XX вв.».
- В 2003 году защитила докторскую диссертацию по теме: «Русская географическая традиция».

## Научная работа
С 1966 года работает в Институте истории естествознания и техники, с 2003 года на должности главного научного сотрудника.
Ольга Андреевна многие годы является членом докторских диссертационных советов Д 002.051.01 при ИИЕТ и при Геофаке Ставропольского университета, Учёного совета ИИЕТ РАН, заместителем председателя Секции истории геолого-географических наук Национального объединения историков и философов науки.
Большое место в её научной деятельности занимает выявление, анализ, комментирование и публикация неизвестных и малоизвестных памятников науки. В качестве составителя участвовала в издании двух томов естественнонаучного наследия декабристов. В качестве ученого секретаря редколлегии серии «Научное наследство» принимала участие в подготовке к первой публикации более 20 томов наследия арабских средневековых ученых (переводы на русский язык трудов Сабита ибн Корры, ал-Хазини, ал-Бируни, ал-Хорезми), древнеармянского естествоиспытателя XV века Амирдовлата Амасиаци; записки и письма В. Н. Татищева; материалы Каспийской экспедиции К.Бэра, новые материалы к биографии Н. И. Лобачевского; неизданные труды П. А. Кропоткина, И. И. Спрыгина; переписка Л.Эйлера с Зегнером и другими учеными, С. В. Ковалевской с Миттаг Леффлером, П. Н. Лебедева, Е. С. Федорова, Н. И. Вавилова и других деятелей отечественной науки; воспоминания Л. Н. Федоровой.